# Ulugurubuulbuul
De ulugurubuulbuul (Arizelocichla neumanni; synoniem: Andropadus neumanni) is een zangvogel uit de familie Pycnonotidae (buulbuuls). Deze vogel is genoemd naar de Duitse ornitholoog Oscar Neumann.

## Verspreiding en leefgebied
Deze soort is endemisch in het ulugurugebergte in noordoostelijk Tanzania.